# کری الویس
کَری اِلویس  (به انگلیسی: Cary Elwes؛ زادهٔ ۲۶ اکتبر ۱۹۶۲) بازیگر انگلیسی است. از جمله فیلم‌های معروف او، می‌توان به سرود کریسمس، دراکولای برام استوکر، اره، دروغگو دروغگو، ملکه اسپانیا، ماه سرکش، آخرین قطار برای کریسمس و ماموریت غیر ممکن ۷ اشاره کرد
الویس در برخی آثار تلویزیونی نیز سابقهٔ حضور داشته‌است که از جمله آن‌ها می‌توان به: پرونده های ایکس، ساینفلد، خانم میزل شگفت‌انگیز، چیزهای عجیب و ناکلز اشاره کرد.

## زندگی شخصی
الویس با عکاس، لیزا ماری کوربیکف در سال ۱۹۹۱، در یک رستوران غذای فلفلی در ملیبو، کالیفرنیا ملاقات کرد. آنها در سال ۱۹۹۷ نامزد، و در سال ۲۰۰۰ ازدواج کردند و یک دختر نیز دارند.

## فیلم شناسی
- (۱۹۸۴) - کشور دیگر
- (۱۹۸۴) - بلوز آکسفورد
- (۱۹۸۷) - ماشنکا
- (۱۹۸۹) - عروس شاهزاده
- (۱۹۸۹) - افتخار
- (۱۹۹۱) - زبر و زرنگ ها!
- (۱۹۹۲) - دراکولای برام استوکر
- (۱۹۹۲) - کت چرمی
- (۱۹۹۳) - رابین هود: مردانی در لباس چسبان
- (۱۹۹۳) - له شدگی
- (۱۹۹۴) - کتاب جنگل
- (۱۹۹۶) - گردباد
- (۱۹۹۷) - دروغگو دروغگو
- (۱۹۹۹) - گهواره خواهد جنبید
- (۲۰۰۰) - سایه خون آشام
- (۲۰۰۱) - میوی گربه
- (۲۰۰۴) - اره
- (۲۰۰۴) - جنایت آمریکایی
- (۲۰۰۴) - طلسم الا
- (۲۰۰۵) - ادیسون
- (۲۰۰۷) - قانون جورجیا
- (۲۰۰۸) - قاتل حروف الفبا
- (۲۰۰۹) - سرود کریسمس
- (۲۰۱۰) - تقریبا مرده
- (۲۰۱۰) - اره ۷
- (۲۰۱۱) - شب سال نو
- (۲۰۱۳) - لیگ عدالت: پارادوکس فلش پوینت
- (۲۰۱۶) - کوهستان شکر
- (۲۰۱۶) - چیزهای عجیب
- (۲۰۱۶) - الویس و نیکسون
- (۲۰۱۶) - ملکه اسپانیا
- (۲۰۱۸) - باشگاه پسران بیلیونر
- (۲۰۱۸) - ماجراهای گربه چکمه‌پوش
- (۲۰۲۱) - نامقدس
- (۲۰۲۳) - ماه سرکش
- (۲۰۲۳) - عملیات فورچون
- (۲۰۲۳) - مأموریت: غیرممکن – روزشمار مرگ
- (۲۰۲۳) - خانم میزل شگفت‌انگیز
- (۲۰۲۳) - بلک‌بری
- (۲۰۲۳) - وزارت جنگ ناجوانمردانه
- (۲۰۲۴) - ماه سرکش – قسمت دوم: زخم‌زننده
- (۲۰۲۴) - ناکلز